# Гюльмамедов, Гюльмамед Хамид оглы
Гюльмаме́д Хами́д-оглы́ Гюльмаме́дов (груз. გიულმამედოვი გულმამედ, тур. Gülmemmedov Gülmemmed Hamit oğlu); 12 декабря 1923, Качагани, Борчалинский уезд, Грузинская ССР, ЗСФСР) — старший лейтенант Красной Армии, участник Великой Отечественной войны. Общественный деятель Тюрков-карапапаков Грузии. В 2001—2004 годах — член Учредительного Совета и Верховного Меджлиса Национальной Ассамблеи Азербайджанцев Грузии (НААГ).

## Биография

### Происхождение
Гюльмамед Хамид оглы Гюльмамедов родился в семье земельного собственника Хамид Гюльмамед-огли Гюльмамедли (1875—1976). По национальности тюрк-карапапак. Детство прошло в Грузии в село Качагани. Отец, Гюльмамедли Хамид (1875—1975), был кавалеристом Татарского конного полка Кавказской туземной конной дивизии 1914—1917 годы. Дед, Гюльмамедли Гюльмамед (1810—1894) был арендатором земли в Качагани.
Гюльмамед Хамид оглы Гюльмамедов из древнего Тюрко-Карапапакского рода Гюль, Кыпчакского происхождения. Его предки, в 1118 году в составе армии Кыпчакского хана Атрака, переселились из территории современной Житомирской области Украины, в восточный тюрко-населенный регион Грузии — Тюркоба, при правлении царя Давида IV Строителя.
Род Гюль до 1560 года были тенгрианинами. После присоединения Борчалы к Сефевидской империи Шахиншахом Тахмасп I все представители рода Гюль приняли ислам.

### Образование
- С 1930 по 1937 год учился в Качеганской сельской средней школе.
- В 1939 году окончил Ахалцихский Тюркский Педагогический Техникум (г.Ахалцихе, Грузинская ССР) по специальности преподаватель «истории СССР»
- В 1942 году окончил 28-ю Бронетанковую Школу. (г. Баку, Азербайджанская ССР)

## Награды
Советские:
- Орден Отечественной войны I степени
- Орден Красной Звезды
- Медаль «За боевые заслуги»
- Медаль «За оборону Кавказа»
- Медаль «За взятие Кенигсберга»
- Медаль «В ознаменование 100-летия со дня рождения Владимира Ильича Ленина»
- Медаль «За победу над Германией в Великой Отечественной войне 1941—1945 гг.» (9 мая 1945[5])
- Юбилейная медаль «Двадцать лет Победы в Великой Отечественной войне 1941—1945 гг.» (7 мая 1965[6])
- Юбилейная медаль «Тридцать лет Победы в Великой Отечественной войне 1941—1945 гг.»
- Медаль «Сорок лет Победы в Великой Отечественной войне 1941-1945 гг.»
- Медаль «50 лет Победы в Великой Отечественной войне 1941-1945 гг.» (6 мая 1995[7])
- Медаль «Ветеран Вооружённых Сил СССР»
- Медаль «30 лет Советской Армии и Флота»
- Юбилейная медаль «40 лет Вооружённых Сил СССР»

Польские:
- Медаль «За Одру, Ниссу, Балтик»

Знаки:
- Знак МО СССР «25 лет Победы в Великой Отечественной войне»[8]
- Знак «Гвардия»